# Plantaire fasciitis
Plantaire fasciitis of fasciitis plantaris (fascia is bindweefselband, peesblad; plantaris is voetzool; de uitgang -itis wijst op een ontsteking) is een ontsteking van de fascia plantaris, de bindweefselband die onder de voetzool doorloopt en de bal van de voet met het hielbeen (calcaneus) verbindt. Deze aandoening veroorzaakt vooral pijn in de hielstreek en daarom spreekt men dikwijls over hielpijn.
Fasciitis plantaris is een vaak voorkomend overbelastingsletsel van de voet. De symptomen zijn: pijn onder het hielbeen en/of onder de voetzool tijdens gewichtsdragende activiteiten zoals staan en lopen.

## Risicofactoren
Sporters met een sterke belasting op de fascie, zoals lopers en mensen die springsporten doen, hebben een verhoogd risico. Dit is zeker het geval indien de trainingsintensiteit fel wordt opgedreven of er op onaangepaste ondergrond getraind wordt. Het al dan niet dragen van schokdempende schoenen speelt ook een belangrijke rol. Ook een trauma, zoals hard neerkomen op een platte voet, kan aanleiding geven tot fasciitis. Tevens is er een duidelijke correlatie met overgewicht. Verder wordt een slecht afrolpatroon van de voet (zowel in geval van overpronatie als oversupinatie) geassocieerd met deze aandoening. Andere voetafwijkingen zoals een platvoet of holvoet kunnen ook zorgen voor een verhoogde spanning op de fascie, alsmede een verkorte achillespees of kuitspier.

## Pathofysiologie
Fasciitis plantaris is een overbelastingsletsel. Veelvuldige belasting van de fascie kan leiden tot microscheurtjes, wat eventueel kan leiden tot ontsteking en degeneratie van het bindweefsel (collageen) in de fascie. De term fasci-itis doet voorkomen dat we hier te maken hebben met een ontstekingsproces (de uitgang -itis wijst op een ontsteking). Hoewel er aanvankelijk inderdaad een ontstekingsproces plaatsvindt, wat zich uit in o.a. roodheid, zwelling en pijn, evolueert deze aandoening snel naar een degeneratief proces. We spreken dan van een tendinose in plaats van een tendinitis. Als de aandoening langdurig bestaat treedt er vaak een verkalking op in de aanhechting van de fascie aan het hielbeen, die de naam 'hielspoor' draagt. Deze is echter niet de oorzaak van de pijn of de ziekte maar een gevolg van de ontstekingsprocessen.

## Symptomen
Er is een eerder diffuse pijn onder de hiel, die eventueel kan uitbreiden naar de voetzool. Typisch is dat de pijn toeneemt indien men gewicht zet op de voet en dat de pijn het ergst is in het begin van de belasting, bijvoorbeeld 's morgens na het uit bed komen of indien men begint te stappen na een tijdje gezeten te hebben. Indien men even rondwandelt zal de pijn vaak verminderen. Vaak is er een specifiek pijnpunt aan de voorzijde van de hiel.

## Behandeling
De aandoening is 'self-limiting': zij gaat vanzelf over met een natuurlijk beloop van ongeveer een à twee jaar. Een onderzoek toonde aan dat tachtig procent van de conservatief behandelde patiënten na vier jaar pijnvrij was. Er zijn vele behandelingen voorgesteld, maar voor geen enkele behandeling is een sterk bewijs van effectiviteit gevonden.
De conservatieve behandeling steunt op drie belangrijke pijlers:
- verminderen van de ontsteking in de acute fase,
- vermindering van de belasting op de fascie, en
- herstel van spierkracht en flexibiliteit.

De ontsteking kan worden verminderd door een bad van ijswater te nemen of door ijs te leggen op de pijnlijke zone. Verder kunnen ontstekingsremmers (NSAID's) gebruikt worden gedurende enkele dagen. Eventueel kan een lokale infiltratie met corticosteroïden gegeven worden indien er aanhoudende pijn is. Deze infiltraties zijn echter zeer pijnlijk en kunnen in sommige gevallen ook aanleiding geven tot scheuren van de fascie (Lemont 2003), zodat een goede indicatiestelling noodzakelijk is. Een cochrane review vond een verbetering na een maand, maar geen verschil na zes maanden tussen mensen die wel of geen injecties hadden gehad.
Vermindering van de belasting op de fascie kan gerealiseerd worden door taping volgens het Medical Taping Concept, of door orthopedische aanpassingen zoals steunzolen, hielcups (blessurehoek hielkussen plus) en dergelijke. Demping van de kracht van het neerkomen met viscoos-elastische siliconenzooltjes leidt bij sommigen tot vermindering van de pijn. Goede (sport)schoenen met een stevige ondersteuning van de voetboog zijn noodzakelijk. In ernstige gevallen kunnen bepaalde onderbeencasts (soort van braces) gedragen worden. Mensen met obesitas wordt aangeraden af te vallen.
Meer recent wordt ook de zogenaamde extracorporele schokgolfbehandeling (ESWT) voorgesteld. Deze behandeling kan worden toegepast wanneer de klachten enkele maanden aanhouden en de bovengenoemde behandelingen geen effect hebben. ESWT maakt gebruik van sterke mechanische golfimpulsen die de zachte weefsels binnendringen. Er zijn echter tegenstrijdige resultaten te vinden in de medische literatuur. De onderzoeken zijn grotendeels methodologisch van slechte kwaliteit. De enige groep waarbij in een onderzoek een effect is aangetoond, bestond uit 45 lange-afstandshardlopers. Twee andere, goed opgezette onderzoeken vonden geen effectiviteit van deze behandeling.
Indien de pijn langer dan een jaar aanhoudt en de conservatieve behandeling onvoldoende effect heeft, kan een operatieve ingreep overwogen worden. Er zijn hiernaar verschillende onderzoeken gedaan, maar wederom geen onderzoeken met controlegroep waaruit ook een effect blijkt. Tot 27% van de patiënten bleef ook na een operatie nog pijn houden. De hersteltijd was aanzienlijk, minimaal vier maanden.

### Oefenen
Naast de bestaande behandelingen, zoals tapen, het gebruik van dempende inlegzolen of een operatie, wint sinds het einde van de jaren 2010 een niet-operatieve aanpak op basis van oefeningen aan populariteit. Deze methode, ook wel bekend als voetentraining, biedt een effectief alternatief voor de traditionele behandelopties. Het gericht oefenen heeft tot doel om de peesplaat en kuitmusculatuur te rekken en de voetgewrichten te mobiliseren. Dit proces vereist toewijding en regelmaat, maar kan al na zes weken de pijn verminderen en binnen vier tot zes maanden resulteren een verbeterde voetfunctie, zonder de risico’s en hersteltijd van een operatie. Voetentraining kan zowel online worden gevolgd als onder begeleiding van een gespecialiseerde fysiotherapeut of oefentherapeut.

## Differentiaal diagnostiek
De diagnose van fasciitis plantaris wordt soms te snel gesteld. Een goed vraaggesprek met de patiënt (anamnese) is van groot belang. Enkele mogelijke andere oorzaken van hielpijn zijn:
- afgeleide pijn uit microverkrampingen (myofasciale triggerpoints) in de kuit en/ of voetzoolspieren
- kneuzing of ontsteking van het vetkussen onder de hiel. De pijn neemt dan meestal toe naarmate men meer wandelt.
- ziekte van Séver (eerder bij kinderen rond de 9-10 jaar)
- compressie van de L5 of S1 zenuwwortel ter hoogte van de lage rug
- geknelde zenuw (perifeer neurogeen entrapment) ter hoogte van de voetzool
- stressfracturen van de voetbeentjes
- geassocieerde hielpijn bij bepaalde reumatische aandoeningen
- hielspoor